# لاميون خوذي
لاميون خوذي (الاسم العلمي: Lamium galeobdolon) هو نوع من النباتات يتبع جنس اللاميون من الفصيلة الشفوية.